# Central das Eleições
Central das Eleições foi um programa de televisão jornalístico brasileiro produzido e exibido pela GloboNews. Lançado em 30 de julho de 2018, o programa contou com duas temporadas e realizou debates e sabatinas voltados para os pleitos de 2018 e 2022.

## História
A Central das Eleições estreou em 30 de julho de 2018 como parte de uma reformulação na programação da GloboNews. Na primeira semana, entrevistou cinco pré-candidatos a presidente, sendo esses: Alvaro Dias, Ciro Gomes, Geraldo Alckmin, Jair Bolsonaro e Marina Silva. Isto fez com que o Partido dos Trabalhadores (PT) lançasse uma nota criticando a ausência do então ex-presidente Luiz Inácio Lula da Silva, que liderava a pesquisa Ibope usada pela emissora como referência para pautar o próprio programa. Também entrevistou assessores econômicos e vice-presidentes.
Em 25 de julho de 2022, a Central das Eleições retornou entrevistando André Janones, Ciro Gomes e Simone Tebet. Em edições semanais durante a programação da emissora, o programa promoveu análises de pesquisas e transmitiu a apuração do pleito de 2022.

## Elenco
- Natuza Nery – apresentadora[1][9]
- Ana Flor – comentarista[5][10]
- Andréia Sadi – comentarista[5][10]
- Cristiana Lôbo – comentarista[1]
- Eliane Cantanhêde – comentarista[10]
- Fernando Gabeira – comentarista[10]
- Flávia Oliveira – comentarista[5][10]
- Gerson Camarotti – comentarista[5][10]
- Heraldo Pereira – comentarista[1]
- Julia Duailibi – comentarista[5][10]
- Mauro Paulino – comentarista[10]
- Merval Pereira – comentarista[5][10]
- Miriam Leitão – comentarista[1][5][10]
- Mônica Waldvogel – comentarista[1][5][10]
- Nilson Klava – comentarista[11]
- Octavio Guedes – comentarista[10]
- Valdo Cruz – comentarista[10]

## Audiência
Em 2022, a Central das Eleições liderou a audiência nos dias 27 de julho e 30 de setembro.